# Иnoмарки
«ИNoмарки» — четвёртый студийный альбом группы «Би-2», выпущенный компанией «Мистерия звука» в 2004 году. В поддержку альбома организован региональный тур «Трасса М65» с исходящей точкой в Екатеринбурге и конечным концертом в Санкт-Петербурге.

## Список композиций
| №                   | Название                             | Длительность |
| ------------------- | ------------------------------------ | ------------ |
| 1.                  | «Революция»                          | 3:37         |
| 2.                  | «Песок»                              | 4:17         |
| 3.                  | «Достучаться до небес (feat. Чайф)»  | 5:30         |
| 4.                  | «Сердце на волоске»                  | 4:14         |
| 5.                  | «Скользкие улицы (feat. Brainstorm)» | 5:40         |
| 6.                  | «Теряю голову (feat. О. Чехов)»      | 4:34         |
| 7.                  | «Она»                                | 4:56         |
| 8.                  | «Реки»                               | 4:55         |
| 9.                  | «Прощай, Берлин»                     | 5:14         |
| 10.                 | «Ангелы»                             | 5:31         |
| 11.                 | «Забери меня (part 1)»               | 9:38         |
| 12.                 | «Забери меня (part 2)»               | 0:21         |
| Общая длительность: | Общая длительность:                  | 58:24        |